# Bujanov (przystanek kolejowy)
Bujanov – przystanek kolejowy w miejscowości Bujanov, w kraju południowoczeskim, w Czechach. Znajduje się na wysokości 665 m n.p.m..  
Na przystanku nie ma możliwości zakupu biletów, a obsługa podróżnych odbywa się w pociągu.

## Linie kolejowe
- 196 České Budějovice - Summerau